# Tupper Lake
Tupper Lake és una població dels Estats Units a l'estat de Nova York. Segons el cens del 2000 tenia 3.935 habitants.

## Demografia
Segons el cens del 2000, Tupper Lake tenia 3.935 habitants, 1.684 habitatges, i 988 famílies. La densitat de població era de 853,5 habitants per km².
Dels 1.684 habitatges en un 31,2% hi vivien nens de menys de 18 anys, en un 40,1% hi vivien parelles casades, en un 13,8% dones solteres, i en un 41,3% no eren unitats familiars. En el 34% dels habitatges hi vivien persones soles el 17,9% de les quals corresponia a persones de 65 anys o més que vivien soles. El nombre mitjà de persones vivint en cada habitatge era de 2,31 i el nombre mitjà de persones que vivien en cada família era de 2,97.
Per edats la població es repartia de la següent manera: un 26,5% tenia menys de 18 anys, un 7,7% entre 18 i 24, un 28,9% entre 25 i 44, un 19,8% de 45 a 60 i un 17,1% 65 anys o més.
L'edat mediana era de 36 anys. Per cada 100 dones de 18 o més anys hi havia 88,1 homes.
La renda mediana per habitatge era de 31.654 $ i la renda mediana per família de 40.152 $. Els homes tenien una renda mediana de 30.169 $ mentre que les dones 24.273 $. La renda per capita de la població era de 15.567 $. Entorn del 7,7% de les famílies i l'11,7% de la població estaven per davall del llindar de pobresa.